# Sabarmati
Il fiume Sabarmati è un fiume dell'India occidentale. Il fiume Sabarmati è uno dei maggiori fiumi dell'ovest della Gujarat, il quale ha origine a dal lago Dhebar sui monti Aravalli nel distretto di Udaipur, nel Rajasthan. Sfocia nel golfo di Cambay nel mar Arabico dopo un viaggio di 371 km.

## Bacino e dimensioni
Il bacino del Sabarmati ha una lunghezza massima di 300 km e una larghezza massima di 105 km. L'area totale del bacino è di 21674 km², di cui 4124 km² entro il territorio dello Stato del Rajasthan e i rimanenti 18550 km² nello Stato del Gujarat.
Il bacino del Sabarmati è situato nel centro-sud del Rajasthan. Ad est si trovano i bacini del Banas e Mahi, a nord il bacino di Luni e a ovest il bacino del Banas Ovest. A sud delimita il confine con lo Stato del Gujarat. L'area totale del bacino è di 4,1640 km². Il bacino del fiume Sabarmati si estende in parte dei distretti di Udaipur, Sirohi e Pali. La parte ovest del bacino è marcata da un terreno collinare, parte della catena degli Aravalli. Ad est delle colline si trova una piccola pianura alluvionale.
Il fiume Sabarmati sorge dai monti Aravalli, i quali delimitano grossolanamente il confine con il distretto di Udaipur, e scorre in direzione sud-ovest.

## Affluenti

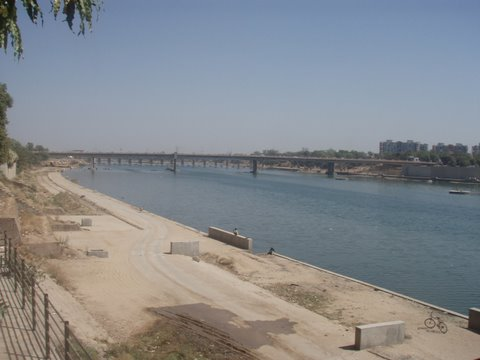
Sviluppo di costruzioni sulle rive del fiume

I maggiori affluenti del Sabarmati sono il fiume Wakal e il fiume Sei Nadi, i quali scorrono alle pendici degli Aravalli, ad ovest di Udaipur. Essi scorrono in direzione sud-ovest parallelamente al Sabarmati, fino alla loro confluenza con il fiume nello Stato del Gujarat.

## Curiosità storiche
Ahmedabad e Gandhinagar, le capitali politiche e commerciali del Gujarat, furono fondate sulle rive del Sabarmati. La leggenda vuole che il Sultano Ahmed Shah del Gujarat, mentre riposava sulle rive del Sabarmati, fu ispirato dal coraggio di un coniglio che cacciava un cane, e fondò Ahmedabad nel 1411. 
Sulla riva del Sabarmati è anche locata una ricca area chiamata per l'appunto "Sabarmati".
Durante la lotta per l'indipendenza dell'India, Mahatma Gandhi fondò il Ashram Sabarmati come propria casa sulle rive del fiume.